# Liste der Naturdenkmale in Zossen

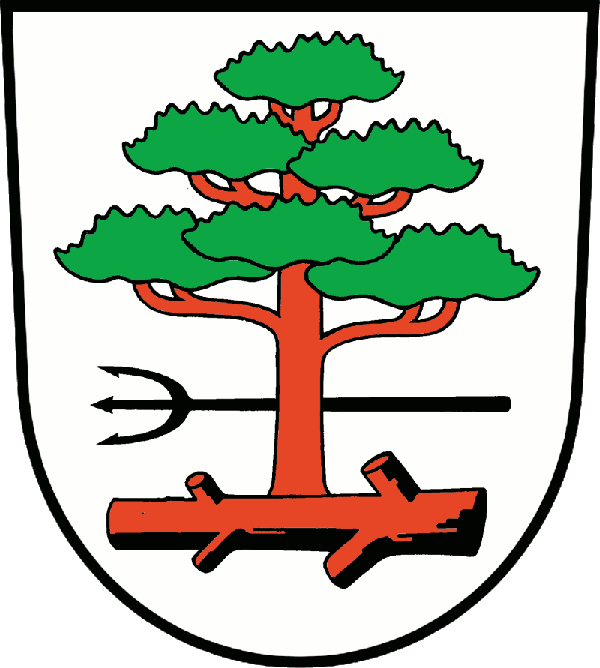
Wappen von Zossen

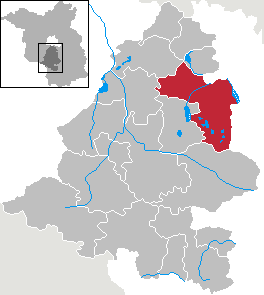
Lage von Zossen

Die Liste der Naturdenkmale in Zossen enthält die Naturdenkmale der brandenburgischen Stadt Zossen und ihrer Ortsteile, welche durch Rechtsverordnung geschützt sind. Naturdenkmäler sind Einzelschöpfungen der Natur, deren Erhaltung wegen ihres beeindruckenden Aussehen, ihrer Seltenheit, ihren Alter oder ihrer Eigenart sowie ihrer ökologischen, wissenschaftlichen, geschichtlichen, volks- oder heimatkundlichen Bedeutung im öffentlichen Interesse liegt oder den Landschaftsraum prägen. Grundlage sind die Veröffentlichungen des Landkreises Teltow-Fläming, wo durch die entsprechenden staatlichen Behörden per Rechtsverordnung oder Gesetz die Naturdenkmale festgesetzt wurden. Dabei wird durch die Festsetzung in 4 verschiedene Kategorien unterschieden:
- Bäume - „Bäume, Baumreihen, Baumgruppen, Alleen, Relikte natürlicher Wälder“[3]
- Findlinge[4]
- Naturdenkmal nass - „Hohlformen, Quellen/Salzaustritte, Moore, Moorseen, Feuchtwiesen, natürliche Bachläufe“[5]
- Naturdenkmal trocken - „Erosionsrinnen, Trockentäler, Dünen, Trockenhänge, Heiden, Erdfälle, Trockenrasen“[6]

## Legende
In den Spalten befinden sich folgende Informationen:
- Nr.: Identifizierungsnummer nach veröffentlichter Liste. Sie wird von der unteren Naturschutzbehörde des Landkreises oder der kreisfreien Stadt vergeben. Wenn sie bekannt ist, wird sie angegeben. In dieser Spalte kann sich zusätzlich das Wort Wikidata befinden, der entsprechende Link führt zu Angaben zu diesem Naturdenkmal bei Wikidata.
- Bezeichnung: Benennung des Naturdenkmals, in der Regel wird bei Bäume die Baumart genannt. Bekannte Eigennamen werden mit angegeben.
- Gemarkung: Ort oder Gemarkung, in der sich das Naturdenkmal befindet
- Lage: Nennt die Lage des Naturdenkmals im jeweiligen Ortsteil und die geografischen Koordinaten des Naturdenkmals. Link zu einem Kartenansichtstool, um Koordinaten zu setzen. In der Kartenansicht sind Naturdenkmale ohne Koordinaten mit einem roten beziehungsweise orangen Marker dargestellt und können in der Karte gesetzt werden. Denkmale ohne Bild sind mit einem blauen bzw. roten Marker gekennzeichnet, Denkmale mit Bild mit einem grünen beziehungsweise orangen Marker.
- Beschreibung: die Beschreibung des Naturdenkmales
- Schutzzweck: Erläutert den Grund der Unterschutzstellung
- Bild: Zeigt ein Bild des Naturdenkmales und gegebenenfalls ein Link zu weiteren Fotos im Medienarchiv Wikimedia Commons

## Dabendorf

### Bäume
| Bild            | Bezeichnung                             | Lage | Beschreibung | Schutzzweck                                          | Nummer                                  |
| --------------- | --------------------------------------- | --- | ------------ | ---------------------------------------------------- | --------------------------------------- |
| Fotos hochladen | Stieleiche (Quercus robur) (Baumgruppe) | Dabendorf, 0,6 km NW Bahnhof, Triftstraße/Rangsdorfer Straße, vor Schule; Flur 5, Flurstück 201 (52° 14′ 30,6″ N, 13° 25′ 58,2″ O) | 3 Bäume      | Eigenart (Alter, Größe), Schönheit (Landschaftsbild) | Blattnummer: 373, Registernummer: B0724 |

### Naturdenkmale Nass
| Bild | Bezeichnung                   | Lage | Beschreibung | Schutzzweck                 | Nummer                                 |
| ---- | ----------------------------- | --- | ------------ | --------------------------- | -------------------------------------- |
| BW   | Pfählingwiesen (Salzaustritt) | Dabendorf, 2,0 km NNO Bahnhof, NW-Ufer Pfählingsee; Flur 8, Flurstück 181-183 (52° 15′ 14,6″ N, 13° 27′ 10,1″ O) |              | Erdgeschichtliche Bedeutung | Blattnummer: 89, Registernummer: N0312 |

### Naturdenkmal Trocken
| Bild                           | Bezeichnung                        | Lage | Beschreibung | Schutzzweck                | Nummer                                 |
| ------------------------------ | ---------------------------------- | --- | ------------ | -------------------------- | -------------------------------------- |
| Weitere Bilder Fotos hochladen | Düne (Düne)                        | Dabendorf, Heideweg; Flur 6, Flurstück 473, 474, 528-535, 538- 541, 549, 586, 587, 594-610, 637 (52° 14′ 43,3″ N, 13° 26′ 42,1″ O) |              | naturgeschichtliche Gründe | Blattnummer: 16, Registernummer: T0086 |
| BW                             | Müllers-Berg (Düne)                | W-Teil, 0,2 km O Schule; Flur 5, Flurstück 260, 336 (52° 14′ 31,6″ N, 13° 26′ 9,9″ O)                                              |              | naturgeschichtliche Gründe | Blattnummer: 15, Registernummer: T0087 |
| BW                             | Dünenrand mit Eichenbestand (Düne) | Dabendorf, 0,6 km N Bahnhof, 0,15 km O Bahnlinie; Flur 4, Flurstück 4/1 (52° 14′ 36,3″ N, 13° 26′ 22,4″ O)                         |              | naturgeschichtliche Gründe | Blattnummer: 17, Registernummer: T0366 |

## Glienick

### Bäume
| Bild                           | Bezeichnung                | Lage | Beschreibung | Schutzzweck                                      | Nummer                                  |
| ------------------------------ | -------------------------- | --- | ------------ | ------------------------------------------------ | --------------------------------------- |
| Fotos hochladen                | Lindenreihe (Baumreihe)    | Glienick, Werben, Lindenstr.; Flur 1, Flurstück 34 ()                                                                | ehemalig     | Eigenart (Ausbildungsform), Schönheit (Ortsbild) | Blattnummer: 471, Registernummer: B0384 |
| Weitere Bilder Fotos hochladen | Linde (Tilia spec.) (Baum) | Glienick, 0,1 km SO Kirche; auf der Dorfaue vor Haus Nr. 31; Flur 4, Flurstück 284 (52° 15′ 0,5″ N, 13° 22′ 49,2″ O) |              | Eigenart (Alter, Größe)                          | Blattnummer: 374, Registernummer: B0788 |

## Horstfelde

### Bäume
| Bild                                    | Bezeichnung         | Lage                                                                     | Beschreibung | Schutzzweck                               | Nummer                                  |
| --------------------------------------- | ------------------- | ------------------------------------------------------------------------ | ------------ | ----------------------------------------- | --------------------------------------- |
| Direkt Bild zu diesem Denkmal hochladen | Maulbeerbaum (Baum) | Horstfelde, südlich Dorflage (Saalower Str. 10); Flur 2, Flurstück 48 () | ehemalig     | Wissenschaftliche Bedeutung (Dendrologie) | Blattnummer: 458, Registernummer: B0856 |

## Kallinchen

### Bäume
| Bild                                    | Bezeichnung                            | Lage | Beschreibung | Schutzzweck                                      | Nummer                                  |
| --------------------------------------- | -------------------------------------- | --- | ------------ | ------------------------------------------------ | --------------------------------------- |
| Direkt Bild zu diesem Denkmal hochladen | Eiche (Baum)                           | Kallinchen, Dorfaue; Flur 2, Flurstück 231 (hist. 233) () | ehemalig     | Eigenart (Ausbildungsform), Schönheit (Ortsbild) | Blattnummer: 469, Registernummer: B0381 |
| BW                                      | Korkbaumallee (Phellodendron amurense) | Kallinchen, 1,6 km NNW Ortsrand, Straße nach Gallun; Flur 1, Flurstück 28, 112, 114, 116, 118, 119, 121, 123, 125, 127, 132, 134 (52° 13′ 43,9″ N, 13° 32′ 53,2″ O) |              | Wissenschaftliche Bedeutung (Dendrologie)        | Blattnummer: 377, Registernummer: B0802 |

## Lindenbrück

### Bäume
| Bild                           | Bezeichnung          | Lage                                                                            | Beschreibung | Schutzzweck                                     | Nummer                                  |
| ------------------------------ | -------------------- | ------------------------------------------------------------------------------- | ------------ | ----------------------------------------------- | --------------------------------------- |
| Weitere Bilder Fotos hochladen | Friedenseiche (Baum) | Lindenbrück, Dorfanger; Flur 3, Flurstück 304 (52° 7′ 49,2″ N, 13° 29′ 45,3″ O) | ehemalig     | Schönheit (Ortsbild), landeskundliche Bedeutung | Blattnummer: 437, Registernummer: B0664 |

### Naturdenkmale Nass
| Bild | Bezeichnung                                    | Lage | Beschreibung | Schutzzweck                                                | Nummer                                 |
| ---- | ---------------------------------------------- | --- | ------------ | ---------------------------------------------------------- | -------------------------------------- |
| BW   | Mühlenfließ Lindenbrück (Natürlicher Bachlauf) | Lindenbrück, 0,4 km W Friedhof; Flur 3, Flurstück 103, 281, 295, 299, 301, 302, 316-320, 439 (52° 7′ 52,4″ N, 13° 29′ 31,2″ O) |              | Erdgeschichtliche Bedeutung, naturgeschichtliche Bedeutung | Blattnummer: 90, Registernummer: N0094 |

## Nächst Neuendorf

### Bäume
| Bild                                    | Bezeichnung              | Lage                                                                                    | Beschreibung | Schutzzweck                                                              | Nummer                                  |
| --------------------------------------- | ------------------------ | --------------------------------------------------------------------------------------- | ------------ | ------------------------------------------------------------------------ | --------------------------------------- |
| Direkt Bild zu diesem Denkmal hochladen | Rosskastanie (Baum)      | Nächst Neuendorf, Dorfaue; Flur 1, Flurstück 374 ()                                     | ehemalig     | Eigenart (Alter, Größe), Schönheit (Ortsbild), landeskundliche Bedeutung | Blattnummer: 454, Registernummer: B0681 |
| Direkt Bild zu diesem Denkmal hochladen | Fünf Eichen (Baumgruppe) | Nächst Neuendorf, 0,4 km O Ortsrand, Hof der Straßenmeisterei; Flur 1, Flurstück 388 () | ehemalig     | Eigenart (Alter)                                                         | Blattnummer: 463, Registernummer: B0793 |
| Direkt Bild zu diesem Denkmal hochladen | Linde (Baum)             | Nächst Neuendorf, Dorfanger; Flur 1, Flurstück 39 ()                                    | ehemalig     | Eigenart (Alter, Größe), Schönheit (Ortsbild)                            | Blattnummer: 462, Registernummer: B0794 |

## Neuhof

### Bäume
| Bild                           | Bezeichnung              | Lage                                                                   | Beschreibung | Schutzzweck             | Nummer                                  |
| ------------------------------ | ------------------------ | ---------------------------------------------------------------------- | ------------ | ----------------------- | --------------------------------------- |
| Weitere Bilder Fotos hochladen | Vier Eichen (Baumgruppe) | Neuhof, 0,2 km S Bahnhof, O Bahnlinie; Flur 1, Flurstück 100, 104/4 () | ehemalig     | Eigenart (Alter, Größe) | Blattnummer: 447, Registernummer: B0718 |

## Nunsdorf

### Bäume
| Bild                                    | Bezeichnung  | Lage                                                                            | Beschreibung | Schutzzweck                                                      | Nummer                                  |
| --------------------------------------- | ------------ | ------------------------------------------------------------------------------- | ------------ | ---------------------------------------------------------------- | --------------------------------------- |
| Direkt Bild zu diesem Denkmal hochladen | Eiche (Baum) | Nunsdorf, Dorfaue N der Kirche; Flur 1, Flurstück 365 ()                        | ehemalig     | Schönheit (Landschaftsbild)                                      | Blattnummer: 455, Registernummer: B0682 |
| Direkt Bild zu diesem Denkmal hochladen | Ulme (Baum)  | Nunsdorf, O-Seite Dorfaue, vor Dorfstr. Nr. 12; Flur 1, Flurstück 214, 215/1 () | ehemalig     | Eigenart (Alter, Größe), Schönheit (Landschaftsbild), Seltenheit | Blattnummer: 440, Registernummer: B0683 |

## Wünsdorf

### Bäume
| Bild                                    | Bezeichnung                       | Lage | Beschreibung | Schutzzweck                            | Nummer                                  |
| --------------------------------------- | --------------------------------- | --- | ------------ | -------------------------------------- | --------------------------------------- |
| Direkt Bild zu diesem Denkmal hochladen | Eiche (Baum)                      | Wünsdorf, Ecke Puschkinstraße/Am Bahnhof (Sparkasse); Flur 3, Flurstück 732 ()                                                 | ehemalig     | Eigenart (Alter), Schönheit (Ortsbild) | Blattnummer: 457, Registernummer: B0719 |
| Direkt Bild zu diesem Denkmal hochladen | Eichen (Baumgruppe)               | Wünsdorf, Seestraße; Flur 5, Flurstück 67, 68 ()                                                                               | ehemalig     | Eigenart (Alter, Größe)                | Blattnummer: 445, Registernummer: B0720 |
| Direkt Bild zu diesem Denkmal hochladen | Kiefer (Baum)                     | Wünsdorf, N Chausseestraße und O Bahn; Flur 3, Flurstück 283, 284, 285 ()                                                      | ehemalig     | Eigenart (Alter, Größe)                | Blattnummer: 439, Registernummer: B0722 |
| BW                                      | Stieleiche (Quercus robur) (Baum) | Wünsdorf, 2 Kilometer NNW Kirche Wünsdorf, 430 Meter östlich Potenze; Flur 1, Flurstück 125 (52° 10′ 28,6″ N, 13° 26′ 21,1″ O) |              | Eigenart (Alter, Schönheit)            | Blattnummer: 382, Registernummer: B0906 |

### Naturdenkmale Nass
| Bild                                    | Bezeichnung                                 | Lage | Beschreibung | Schutzzweck                                                | Nummer                                 |
| --------------------------------------- | ------------------------------------------- | --- | ------------ | ---------------------------------------------------------- | -------------------------------------- |
| BW                                      | Feuchtwiese Ostufer Mellensee (Feuchtwiese) | Wünsdorf, Mellensee, Ostufer des Sees, nördlicher Teil; Flur 8, Flurstück 2 (52° 10′ 19,8″ N, 13° 25′ 14,5″ O)                |              | Erdgeschichtliche Bedeutung, naturgeschichtliche Bedeutung | Blattnummer: 91, Registernummer: N0313 |
| BW                                      | Feuchtwiese Ostufer Mellensee (Feuchtwiese) | Wünsdorf, Mellensee, Ostufer des Sees, südlicher Teil; Flur 8, Flurstück 5 (52° 10′ 3,1″ N, 13° 25′ 14,3″ O)                  |              | Erdgeschichtliche Bedeutung, naturgeschichtliche Bedeutung | Blattnummer: 92, Registernummer: N0314 |
| Direkt Bild zu diesem Denkmal hochladen | Feuchtwiese (Feuchtwiese)                   | Wünsdorf, Neuhof, 0,5 km NW Bahnhof, SO-Ufer des Großen Wünsdorfer Sees, beidseitig Fahrweg; Flur 4, Flurstück 1- 3, 5 - 8 () | ehemalig     | Erdgeschichtliche Bedeutung, naturgeschichtliche Bedeutung | Blattnummer: 94, Registernummer: N0317 |

## Zesch am See

### Bäume
| Bild                                    | Bezeichnung                                      | Lage | Beschreibung | Schutzzweck                                                   | Nummer                                  |
| --------------------------------------- | ------------------------------------------------ | --- | ------------ | ------------------------------------------------------------- | --------------------------------------- |
| Direkt Bild zu diesem Denkmal hochladen | Eiche (Baum)                                     | Zesch am See, Zesch, Weinberg; Flur 3, Flurstück 134 ()                                                                             | ehemalig     | Eigenart (Alter, Größe, Ausbildungsform)                      | Blattnummer: 449, Registernummer: B0665 |
| BW                                      | Stieleiche (Quercus robur) (Baumgruppe)          | Zesch am See, Zesch, N am Weinberg, ehemaliger Weinkeller; Flur 3, Flurstück 214 (52° 6′ 33,6″ N, 13° 31′ 27,3″ O)                  | 4 Bäume      | landeskundliche Gründe (historischer Standort)                | Blattnummer: 387, Registernummer: B0666 |
| Direkt Bild zu diesem Denkmal hochladen | Zehn Maulbeerbäume (Baumreihe)                   | Zesch am See, Dorfaue; Flur 3, Flurstück 104/16 ()                                                                                  | ehemalig     | Wissenschaftliche Bedeutung (Dendrologie)                     | Blattnummer: 452, Registernummer: B0817 |
| BW                                      | Zwei Esskastanien (Castania sativa) (Baumgruppe) | Zesch am See, 0,8 km S ehemalige Oberförsterei Ortsrand, Acker am Weinberg; Flur 3, Flurstück 214 (52° 6′ 27,9″ N, 13° 31′ 35,7″ O) |              | Schönheit, wissenschaftliche Gründe (Dendrologie), Seltenheit | Blattnummer: 386, Registernummer: B0819 |
| Weitere Bilder Fotos hochladen          | Hickorynuss (Carya tomentosa) (Baum)             | Zesch am See, Forsthof; Flur 3, Flurstück 20 (52° 6′ 55,1″ N, 13° 31′ 30,9″ O)                                                      |              | Wissenschaftliche Bedeutung (Dendrologie)                     | Blattnummer: 391, Registernummer: B0820 |
| Weitere Bilder Fotos hochladen          | Efeu (Hedera helix) (Baum)                       | Zesch am See, Wirtschaftsgebäude 'Unter den Eichen'/'Am Wald'; Flur 3, Flurstück 106 (52° 6′ 57,7″ N, 13° 31′ 35,6″ O)              |              | Eigenart (Ausbildungsform)                                    | Blattnummer: 389, Registernummer: B0876 |
| Weitere Bilder Fotos hochladen          | Stieleiche (Quercus robur) (Baum)                | Zesch am See, Straße „Unter den Eichen“; Flur 3, Flurstück 143 (52° 7′ 0,4″ N, 13° 31′ 34,8″ O)                                     |              | Eigenart (Alter, Größe, Ausbildungsform)                      | Blattnummer: 467, Registernummer: B0878 |
| BW                                      | Flatterulme (Ulmus laevis) (Baum)                | Zesch am See, Straße zwischen Lindenbrück und Zesch, Nordseite; Flur 6, Flurstück 55 (52° 7′ 11,2″ N, 13° 30′ 9,9″ O)               |              | Eigenart (Ausbildungsform), Schönheit (Landschaftsbild)       | Blattnummer: 388, Registernummer: B0905 |
| BW                                      | Waldkiefer (Pinus sylvestris) (Baum)             | Zesch am See, 1,4 km NO ehemalige Oberförsterei, Wurzelberg; Flur 2, Flurstück 205 (52° 7′ 24,6″ N, 13° 32′ 28,9″ O)                |              | Eigenart (Alter, Größe)                                       | Blattnummer: 392, Registernummer: B0939 |

## Zossen

### Bäume
| Bild                                    | Bezeichnung                                   | Lage | Beschreibung | Schutzzweck                                                          | Nummer                                  |
| --------------------------------------- | --------------------------------------------- | --- | --- | -------------------------------------------------------------------- | --------------------------------------- |
| Direkt Bild zu diesem Denkmal hochladen | Eiche (Baum)                                  | Zossen, Gerlachshof; Flur 6, Flurstück 131/2 ()                                                           | ehemalig | Eigenart (Alter, Größe)                                              | Blattnummer: 446, Registernummer: B0726 |
| Fotos hochladen                         | Eiche (Baum)                                  | Zossen, Parkplatz Volksbank, Baruther Str.; Flur 3, Flurstück 134 ()                                      | ehemalig | Eigenart (Alter, Größe, Ausbildungsform)                             | Blattnummer: 450, Registernummer: B0727 |
| BW                                      | Hainbuche (Carpinus betulus) (Baum)           | Zossen, 2,8 km S Kirche, am Kuckberg; Flur 8, Flurstück 102 (52° 11′ 25,7″ N, 13° 26′ 43,4″ O)            | | Eigenart (Alter, Größe)                                              | Blattnummer: 464, Registernummer: B0728 |
| Direkt Bild zu diesem Denkmal hochladen | Weide (Baum)                                  | Zossen, 2 km S Kirche, SW Kerneberg, unweit O der Bahn; Flur 8, Flurstück 5, 6 ()                         | ehemalig | Eigenart (Alter, Größe), Schönheit (Landschaftsbild)                 | Blattnummer: 466, Registernummer: B0729 |
| Fotos hochladen                         | Zwei Eichen und eine Linde (Baumgruppe)       | Zossen, Marktplatz; Flur 13, Flurstück 70/2 ()                                                            | ehemalig | Eigenart (Alter, Größe), Schönheit (Ortsbild)                        | Blattnummer: 468, Registernummer: B0797 |
| Direkt Bild zu diesem Denkmal hochladen | Rotbuche (Baum)                               | Zossen, Wasserstr. - BHG-Hof; Flur 11, Flurstück 77/2 ()                                                  | ehemalig | Eigenart (Ausbildungsform), Schönheit (Ortsbild), Seltenheit (lokal) | Blattnummer: 470, Registernummer: B0799 |
| BW                                      | Säuleneiche (Quercus robur Fastigiata) (Baum) | Zossen, ehemalige Kreisverwaltung; Flur 14, Flurstück 728 (hist. 223/1) (52° 13′ 2,1″ N, 13° 26′ 45,5″ O) | ursprünglich als Baumgruppe geschützt mit folgender Bezeichnung „Zwei Pyramideneichen und eine Platane (Baumgruppe)“ | Eigenart (Alter, Größe), wissenschaftliche Bedeutung (Dendrologie)   | Blattnummer: 472, Registernummer: B0800 |
| Fotos hochladen                         | Platane (Baum)                                | Zossen, Stadtpark; Flur 14, Flurstück 217/3 ()                                                            | ehemalig | Eigenart (Alter, Größe, Ausbildungsform)                             | Blattnummer: 459, Registernummer: B0801 |
| Direkt Bild zu diesem Denkmal hochladen | Platane (Baum)                                | Zossen, Park der ehemaligen Kreisverwaltung; Flur 14, Flurstück 728 (hist. 223/1) ()                      | ehemalig | Wissenschaftliche Bedeutung (Dendrologie)                            | Blattnummer: 442, Registernummer: B0857 |
| Fotos hochladen                         | Eichen (Baumreihe)                            | Zossen, 2,3 km SW Kirche, O Siedlung „Weinberg“; Flur 1 bzw. 5, Flurstück 32 bzw. 273/1, 274, 275 ()      | ehemalig | Eigenart (Alter)                                                     | Blattnummer: 448, Registernummer: B0858 |

### Findlinge
| Bild                                    | Bezeichnung                                                                                                 | Lage | Beschreibung                                             | Schutzzweck                                                | Nummer                                 |
| --------------------------------------- | --- | --- | -------------------------------------------------------- | ---------------------------------------------------------- | -------------------------------------- |
| Direkt Bild zu diesem Denkmal hochladen | Findling | Zossen, SW-Ecke Friedhof; Flur 14, Flurstück 533 ()                                                                                   | ehemalig                                                 | Erdgeschichtliche Bedeutung, naturgeschichtliche Bedeutung | Blattnummer: 34, Registernummer: F0386 |
| Weitere Bilder Fotos hochladen          | Findling (Otto von Bismarck Gedenkstein, am 18. Oktober 1897 eingeweiht, am 1. April 2015 Wiedereinweihung) | Zossen, Thomas-Münzer-Straße, ehem. Parkanlage „Verschönerung“; Flur 11, Flurstück 473 (histor. 342) (52° 12′ 28″ N, 13° 26′ 12,9″ O) | ehemaliges Naturdenkmal, siehe auch Bismarckstein Zossen | Erdgeschichtliche Bedeutung, naturgeschichtliche Bedeutung | Blattnummer: 33, Registernummer: F0387 |

### Naturdenkmale Nass
| Bild | Bezeichnung                                              | Lage | Beschreibung | Schutzzweck                                                | Nummer                                 |
| ---- | -------------------------------------------------------- | --- | ------------ | ---------------------------------------------------------- | -------------------------------------- |
| BW   | Feuchtgebiet und Sandtrockenrasen Kuckberg (Feuchtwiese) | Zossen, 2,8 km S Kirche, unmittelbar W der Bahnlinie; Flur 8, Flurstück 106 (52° 11′ 25,1″ N, 13° 27′ 2,1″ O)                                                         |              | Erdgeschichtliche Bedeutung, naturgeschichtliche Bedeutung | Blattnummer: 98, Registernummer: N0315 |
| BW   | Binnensalzstelle Schünowwiesen (Salzaustritt)            | Zossen, 1,3 km N Kirche, SO Prierowsee, W B96; Flur 14, Flurstück 688, 695, 697, 698 (52° 13′ 44,9″ N, 13° 26′ 58,1″ O)                                               |              | Erdgeschichtliche Bedeutung                                | Blattnummer: 97, Registernummer: N0362 |
| BW   | Binnensalzstelle am Laufgraben (Salzaustritt)            | Zossen, SW Kirche; Flur 11, Flurstück 164 (52° 12′ 46″ N, 13° 26′ 53″ O)                                                                                              |              | Erdgeschichtliche Bedeutung                                | Blattnummer: 96, Registernummer: N0363 |
| BW   | Binnensalzstelle am Johneweg (Salzaustritt)              | Zossen, 0,9 km SW Kirche, Bahnübergang Straße nach Mellensee, Winkel Johneweg und Bahn; Flur 11, Flurstück 369 (Wiese), 370/2, 371 (52° 12′ 38,5″ N, 13° 26′ 17,7″ O) |              | Erdgeschichtliche Bedeutung                                | Blattnummer: 95, Registernummer: N0364 |
| BW   | Binnensalzstelle (Salzaustritt)                          | Zossen, 1 km SW Bahnhof; Flur 11, Flurstück 417, 421-427 (jeweils Teilflächen) (52° 12′ 44,8″ N, 13° 25′ 35,8″ O)                                                     |              | Erdgeschichtliche Bedeutung                                | Blattnummer: 94, Registernummer: N0897 |

## Zehrendorf

### Bäume
| Bild | Bezeichnung                      | Lage | Beschreibung | Schutzzweck                                     | Nummer                                  |
| ---- | -------------------------------- | --- | ------------ | ----------------------------------------------- | --------------------------------------- |
| BW   | Stieleiche (Quercus robur), Baum | Zehrendorf, Wünsdorf, 3,8 km O Kirche, ehemalige Ortslage Zehrensdorf, N L74 (52° 10′ 10″ N, 13° 30′ 36,2″ O) |              | Eigenart (Alter, Größe), landeskundliche Gründe | Blattnummer: 384, Registernummer: B0810 |